# Lassithihoogvlakte

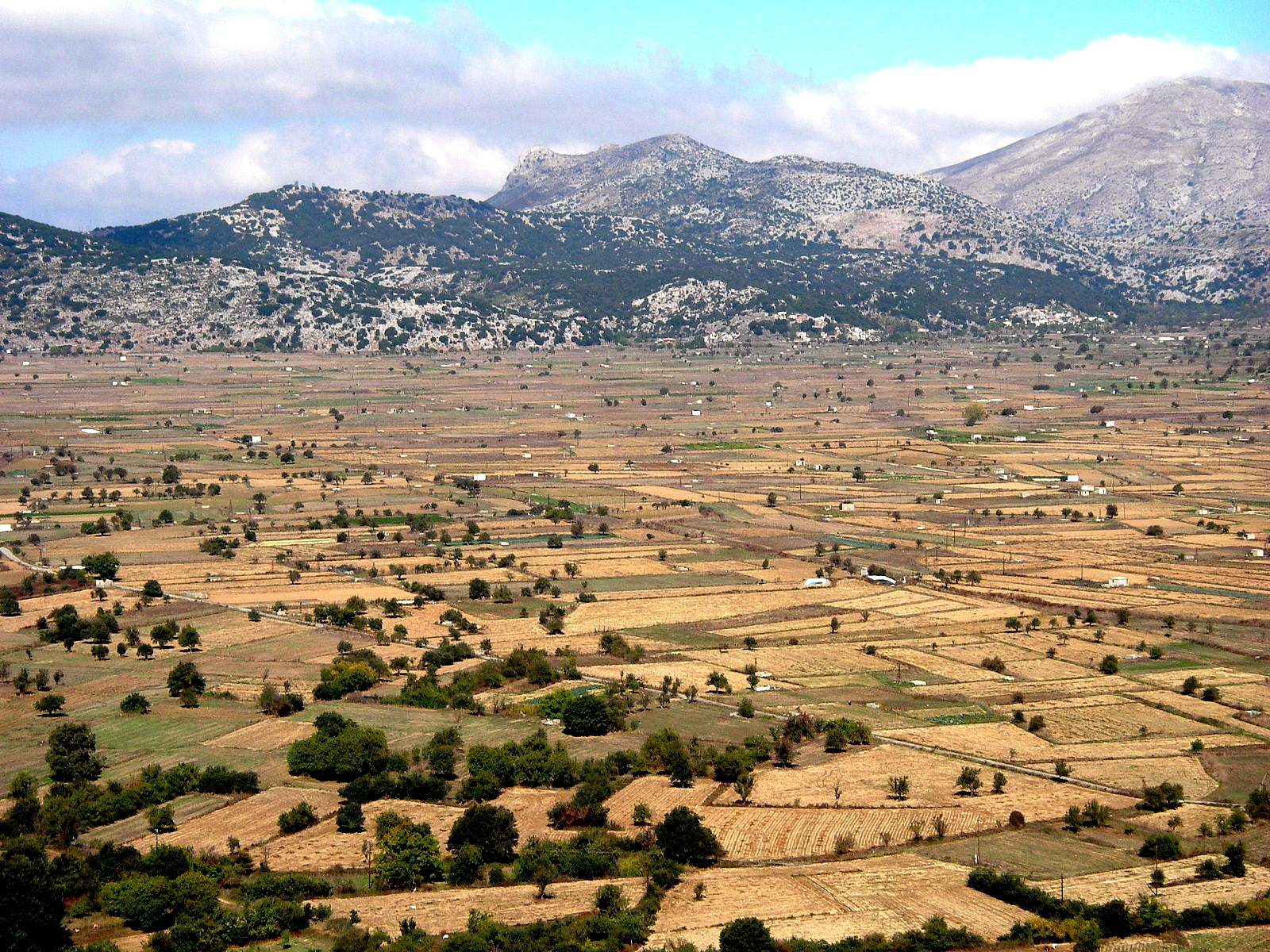
Lassithihoogvlakte

De Lassithihoogvlakte is een hoogvlakte op het Griekse eiland Kreta in het departement Lassithi. Het is met 25 vierkante kilometer de grootste hoogvlakte van Griekenland. De vlakte ligt op ongeveer 800 meter hoogte in het binnenland van het eiland, ten zuidoosten van Iraklion en ten westen van Agios Nikolaos.
De hoogvlakte wordt grotendeels omringd door het Diktigebergte, met in het noorden de Selenaberg en in het zuiden de Dikti. Lassithi staat bekend om de honderden kleine historische windmolentjes en de Diktigrot, volgens de Griekse mythologie de geboortegrot van Zeus. De historische functie van de windmolens is het oppompen van water, maar van de vele molens werken er nog maar enkele.
De vlakte is door smeltwater van de omliggende bergen erg vruchtbaar. De lappendeken van vruchtbare akkers, tuinen en boomgaarden vormt een schril contrast met de kale, grijze hellingen eromheen. Op de hoogvlakte worden vooral aardappelen en graan verbouwd.
In de geschiedenis waren het de Venetianen die in het jaar 1463 dit gebied kozen om graan te verbouwen. Daarvoor moest er eerst een oplossing gevonden worden tegen het water dat de vlakte steeds in een meer omvormde. Zo werd een doordacht irrigatiesysteem aangelegd en er zijn nog ruïnes te vinden van eeuwenoude stenen windmolens.
Op de hoogvlakte ligt het Toplouklooster.